# Monographie des Buxacées et des Stylocérées
Monographie des Buxacées et des Stylocérées (abreviado Monogr. Buxac.) es un libro con ilustraciones y descripciones botánicas que fue escrito por el botánico francés Henri Ernest Baillon y publicado en París en el año 1859.